# Tanzania en los Juegos Olímpicos de Tokio 2020
Tanzania estuvo representada en los Juegos Olímpicos de Tokio 2020 por tres deportistas, dos hombres y una mujer, que compitieron en atletismo. El equipo olímpico tanzano no obtuvo ninguna medalla en estos Juegos.